# Dicranota (Rhaphidolabis) tehama
Dicranota (Rhaphidolabis) tehama is een tweevleugelige uit de familie Pediciidae. De soort komt voor in het Nearctisch gebied.